# Octopus (yacht)
Pour les articles homonymes, voir Octopus (homonymie).
L’Octopus est un méga yacht de luxe construit en 2003. Il a été commandé par le milliardaire américain Paul Allen (cofondateur de Microsoft). Il appartient depuis la mort de ce dernier à l'homme d'affaires suédois Roger Samuelsson.
Avec 126 mètres de long, il constitue l'un des plus grands yachts privés du monde. Lors de son lancement, il était le huitième plus grand yacht au monde, et le second non possédé par un chef d'État ou un pays.

## Caractéristiques

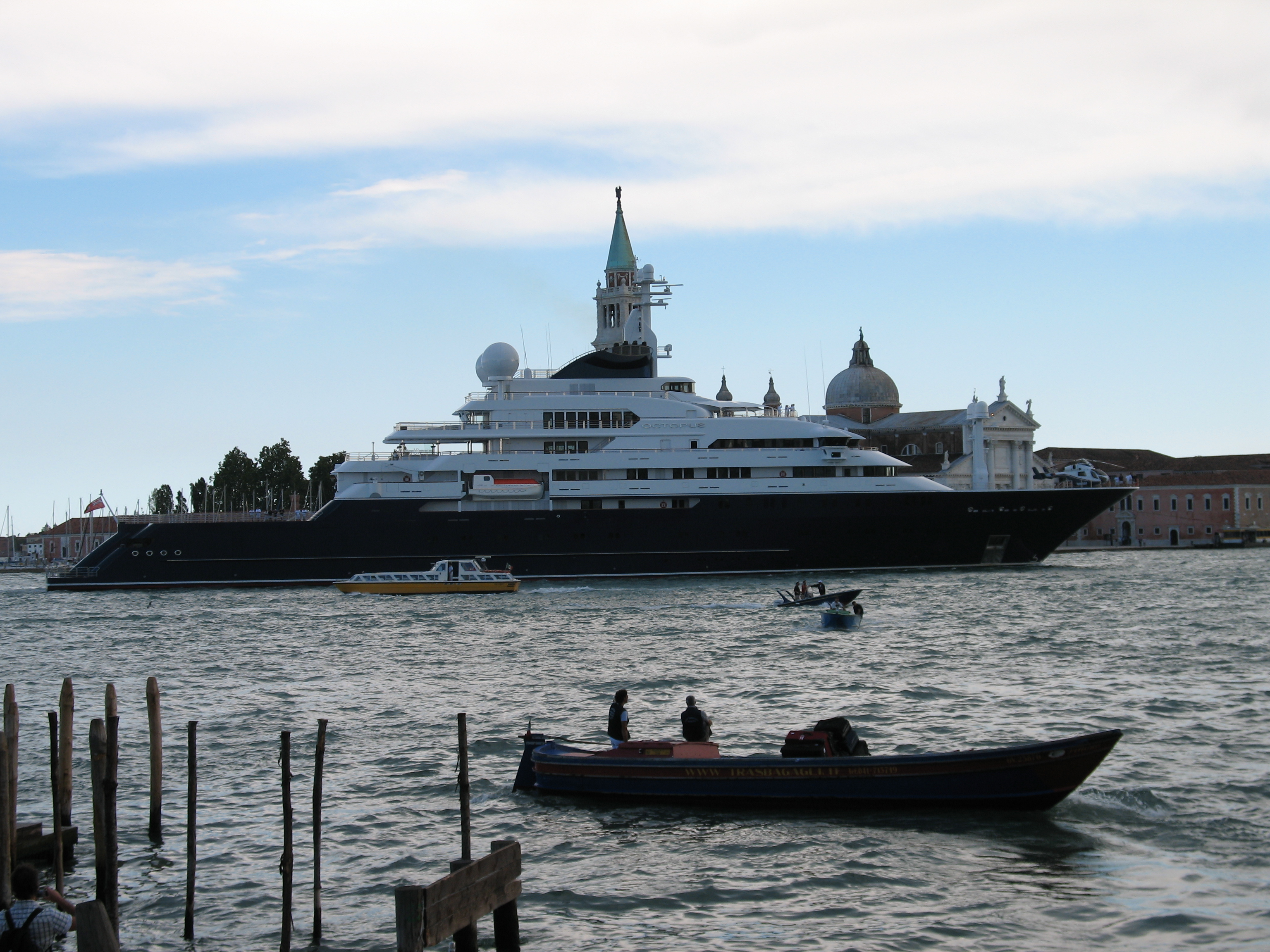
L’Octopus à Venise devant San Marco le 30 août 2006.

Il peut accueillir trois hélicoptères sur le pont (un à l'avant et deux à l'arrière) et sa plus grande annexe (l'une des sept qui se trouvent à bord) est située sous le pont arrière, dans un garage de 36 mètres de long, et mesure 18 mètres de large.
Celle-ci est construite par le spécialiste des annexes pour yacht de luxe, Vikal.
Le yacht dispose d'un sous-marin de poche (dans le garage de 36 mètres) à bord. Il possède un système de contrôle sous-marin pour voir les fonds marins. Deux ouvertures sur chaque bord, à hauteur de la ligne de flottaison, offrent des ponts amovibles pour des motomarines, une piscine et aussi un terrain de basket-ball.
L’Octopus a été dessiné par Espen Øino Naval Architects et construit aux chantiers navals allemands Lürssen de Brême et HDW de Kiel. Sa coque est en métal.
Paul Allen a possédé trois autres yachts : le Tatoosh (90 m), le Méduse (67 m) et le Charade (47 m).

## Voyages

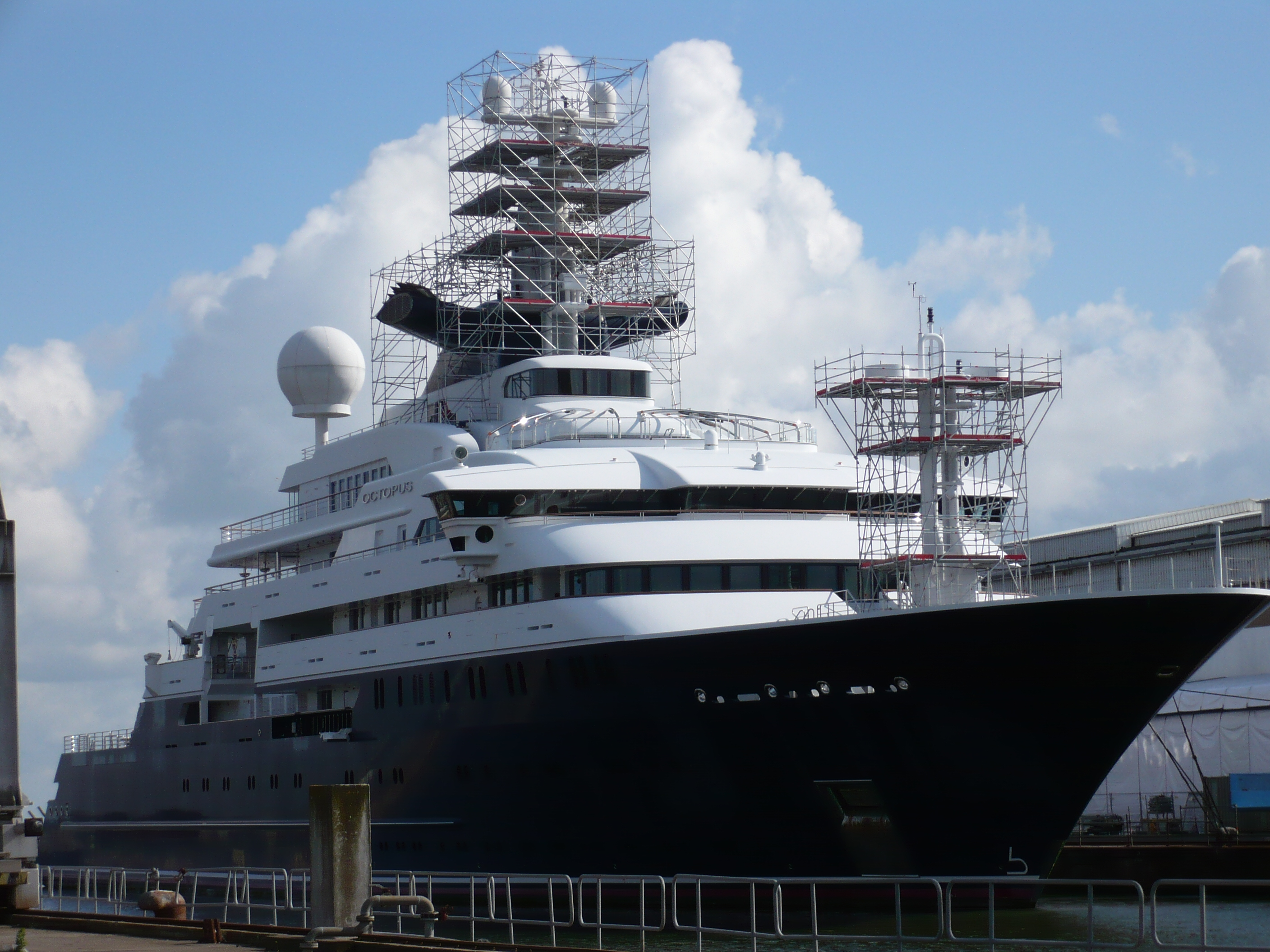
L’Octopus dans le port de Saint-Nazaire en Loire-Atlantique le 17 mai 2008.

L’Octopus a été, durant l'année 2008, en réfection aux chantiers de Saint-Nazaire (Loire-Atlantique). Lors de l'été 2009, on pouvait le voir à Antibes, au quai des Milliardaires. Le 24 juillet 2010, il était visible dans le Geirangerfjord en Norvège. Le 31 juillet 2011, il a été aperçu sur la Costa Esmeralda en Sardaigne et le 12 août 2011 il a été vu au large de l'île d'Hydra en Grèce. Début novembre 2011, il était aux Maldives (près de Bandos Island Resort) et du côté de Madagascar. Le 27 mai 2012, il était en escale à Papeete en Polynésie Française. En date du 15 juin 2012, il passa en face de la ville de Québec en direction de Montréal, Québec. Le 7 septembre 2013, il est vu dans Coronation Gulf, à la sortie du passage du Nord-Ouest.

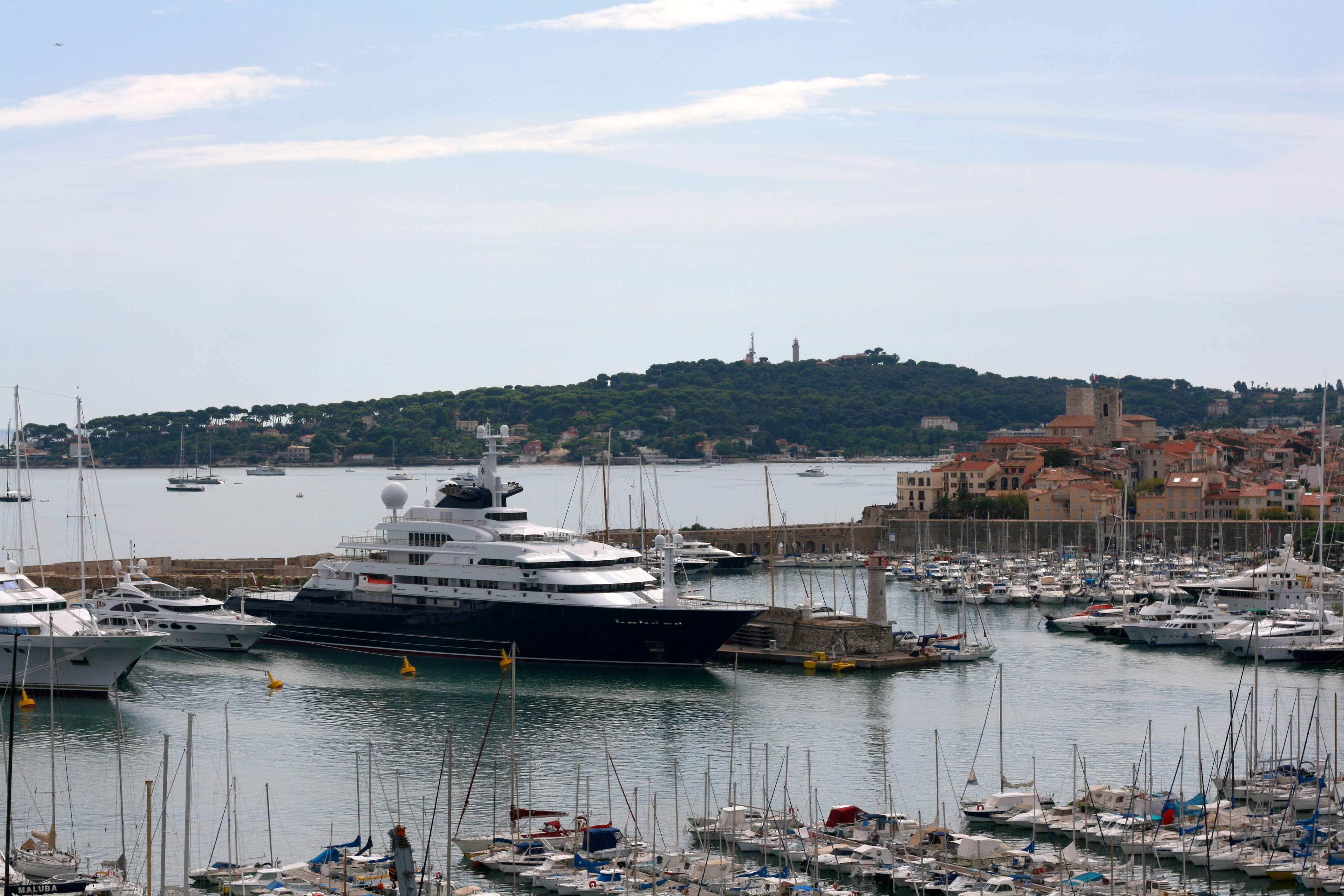
LOctopus au quai des milliardaires à Antibes.

Le 10 septembre 2015, il a été aperçu sur le port de l'Arsenal de Venise. Il est également régulièrement au mouillage en baie de Beaulieu-sur-Mer sur la Côte d'Azur, ainsi qu'en Corse.
L'Octopus, comme d'autres yachts de luxe, fait souvent escale à Málaga pour des réparations et préparer des voyages en Méditerranée, comme en novembre 2015. Ce port est considéré comme une base privilégiée. Au début du mois de mai 2016, il stationne dans le port de Nice.
L'Octopus est au port de Málaga le 12 août 2016 pour les feux d'artifice du lancement de la Feria.
Le 13 juillet 2017 le super yacht était à quai dans le port commercial de Port-Louis, île Maurice.
Le 17 juillet 2017, le yacht mouille au large de La Réunion, Paul Allen, adepte de volcanologie souhaitant profiter de l'éruption du Piton de la Fournaise en cours depuis le 14 juillet .
Le 5 août 2017, le yacht mouille en face la plage de Beauvallon, à Mahé, Seychelles. Malgré quelques milles de distance, la musique s'entend jusque sur la côte.
Le 6 mai 2018, le yacht mouille en face la plage du Club Med, à Bali.
Le 28 juillet 2018, l'Octopus mouillait au large du Port de Hell-Ville à Nosy Be, au Nord-Ouest de Madagascar. L'un des hélicoptères était sur le pont arrière.
Le 5 août 2018, l’Octopus mouille entre Mamoudzou et Dzaoudzi, au milieu du lagon mahorais.
Le 8 octobre 2018, l'Octopus est amarré au port de plaisance du Cap (Afrique du Sud).

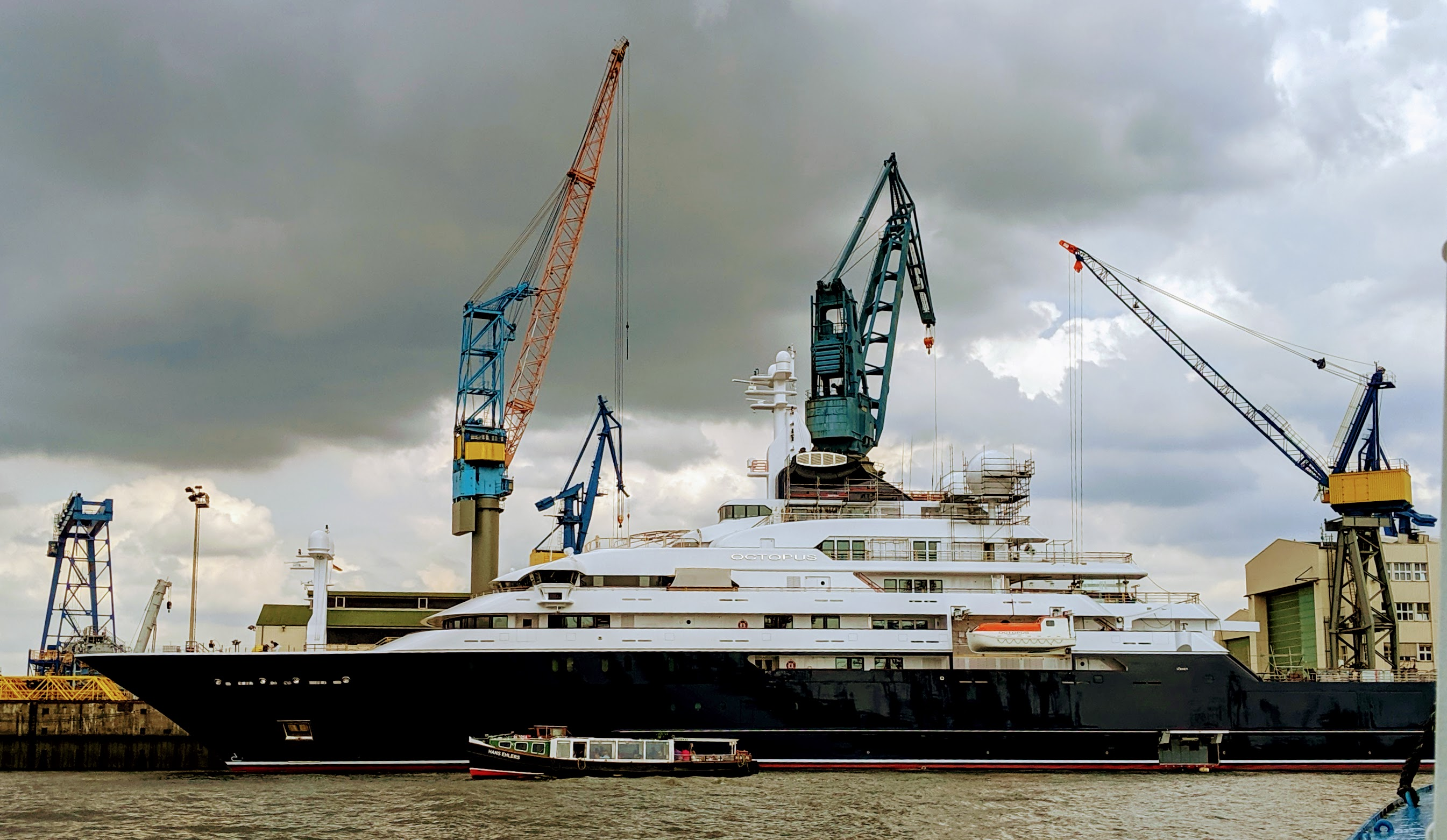
LOctopus au chantier naval à Hambourg le 1er août 2019

Fin juin 2019, l'Octopus sort de plusieurs mois de rénovation aux Chantiers navals Blohm + Voss au Dock 10 à Hambourg (Allemagne). Le navire est mis en vente au prix demandé de 295 000 000 d'euros.
En octobre 2019, la succession de Paul Allen a annoncé que le yacht serait à vendre pour 325 000 000 de dollars. Il n'a pas été précisé si la vente avait eu lieu.
Depuis la fin février 2020, il est aperçu au port de Marseille, à la digue du large.
Fin juillet 2020, il a été vu à Saint-Nazaire (44) et Arzon (56)
Le 6 décembre 2022, il est ancré à Rio de Janeiro.
Le 2 février 2023, il est au port d’Ushuaia.
Le 5 avril 2023, il est amarré au port de Málaga. Le 24 septembre 2024, l’Octopus est ancré à Reykjavik en Islande. 
Le 14/03/2025 il est en escale au port de Papeete en Polynésie française  

### Missions de recherche d'épaves de la seconde guerre mondiale
En 2012, Paul Allen a prêté son navire à la Royal Navy afin d'essayer de récupérer la cloche du croiseur de bataille HMS Hood, coulé par 2 844 m de fond dans le détroit du Danemark pendant la Seconde Guerre mondiale. Ayant été touché le 24 mai 1941 par un obus du cuirassé allemand Bismarck, ses munitions en soute ont explosé et le bâtiment a coulé en quelques minutes, faisant 1 416 morts et seulement 3 survivants. La cloche a été localisée mais non récupérée en raison de conditions météorologiques défavorables.
En mars 2015, une équipe de recherche dirigée par Allen a annoncé qu'elle avait trouvé le cuirassé japonais Musashi dans la mer de Sibuyan, au large des Philippines. Armés de canons principaux de 460 mm et déplaçant 72.800 tonnes à pleine charge, Musashi et son navire jumeau Yamato étaient les cuirassés les plus grands et les plus lourdement armés de l'histoire de la marine.
En août 2015, la même équipe que la première expédition de 2012 a tenté une deuxième opération de récupération de la cloche du HMS Hood au départ du port de Reykjavik (Islande). Le 7 août 2015, il a été annoncé que la cloche du HMS Hood avait été récupérée par le ROV opérant depuis l'Octopus.
Après des travaux de conservation, elle a été exposée au musée naval de Portsmouth en mai 2016.
Depuis, la fondation Paul Allen continue les recherches d'épaves avec le navire océanographique RV Petrel acquis en 2015.